# Gouvernement Vyborg
Het gouvernement Vyborg (Russisch: Выборгская губерния, Fins: Viipurin kuvernementti) was een gouvernement (goebernija) van het keizerrijk Rusland. Het gouvernement werd opgericht in 1744 en ontstond uit gebieden die het Russische keizerrijk van het Zweedse Rijk had verkregen na de Grote Noordse Oorlog. Bij de Vrede van Nystad in 1721 stond Zweden delen van de provincies Viborg en Nyslott en Kexholm, gelegen op de Karelische Landengte en de streek rond het Ladogameer, af aan Rusland. Nadat het gebied eerst onderdeel was geweest van het gouvernement Sint-Petersburg werd in 1744 het gouvernement Vyborg verzelfstandigd, samen met delen van de provincie Kymmenegård en Nyslott, die de Zweden bij de Vrede van Åbo af hadden gestaan. In Zweden en Finland stond het gouvernement ook wel bekend als "Oud-Finland" (Zweeds: Gamla Finland, Fins: Vanha Suomi), en tussen 1802 en 1812 luidde de naam gouvernement Finland.
Tijdens de napoleontische oorlogen sloot het koninkrijk Zweden een bondgenootschap met het keizerrijk Rusland en het Verenigd Koninkrijk tegen Frankrijk. Bij de Vrede van Tilsit in 1807 sloten Frankrijk en Rusland echter vrede. In 1808 wisten de Russen, met steun van de Fransen, het bestuur van Finland van de Zweden over te nemen in de Finse Oorlog. Via de Vrede van Fredrikshamn op 17 september 1809 werd Zweden gedwongen alle gebieden in Finland ten oosten van de Torne aan Rusland over te dragen. Deze gebieden werden omgevormd tot het grootvorstendom Finland met de Russische tsaar als grootvorst, en werden daarmee onderdeel van het Russische rijk.
In 1812 werd het gebied van het gouvernement Vyborg overgedragen van Rusland zelf aan het grootvorstendom Finland als de provincie Viipuri. Deze overdracht, aangekondigd door tsaar Alexander I op 4 januari 1812, kan gezien worden als een symbolisch gebaar teneinde het sentiment bij de Finse bevolking, die net de Russische invasie van haar land had meegemaakt, gunstiger te stemmen.

## Gouverneurs
- Joeri Nikititsj Repnin 1744 - 1744
- Afanasi Isakov 1745 - 1752 (waarnemend)
- Johann Christoph von Keyser 1752 - 1754
- Afanasi Isakov 1754 - 1766
- Nikolaus Hendrik von Engelhardt 1766 - 1778
- Jevgeni Petrovitsj Kasjkin 1779 - 1780
- Pjotr Aleksejevisj Stoepisjin 1780 - 1782
- Wilhelm Heinrich von Engelhardt 1782 - 1785
- Alexander Magnus von Peutling 1785 - 1785
- Karl Johann von Günzel 1785 - 1793 (waarnemend)
- Fjodor Pavlovitsj Sjstjerbatov 1793 - 1797
- Karl Magnus von Rüdinger 1797 - 1799
- Pjotr Vasiljevisj Zjeltoechin 1799 - 1799
- Magnus Orraeus 1799 - 1804
- Nikolaj Fjodorovisj Emin 1804 - 1808
- Ivan Jakovlevitsj Boecharin 1808 - 1811
- Johan Gustaf Winter 1811 - 1812